# Синагога Хабад (Херсон)

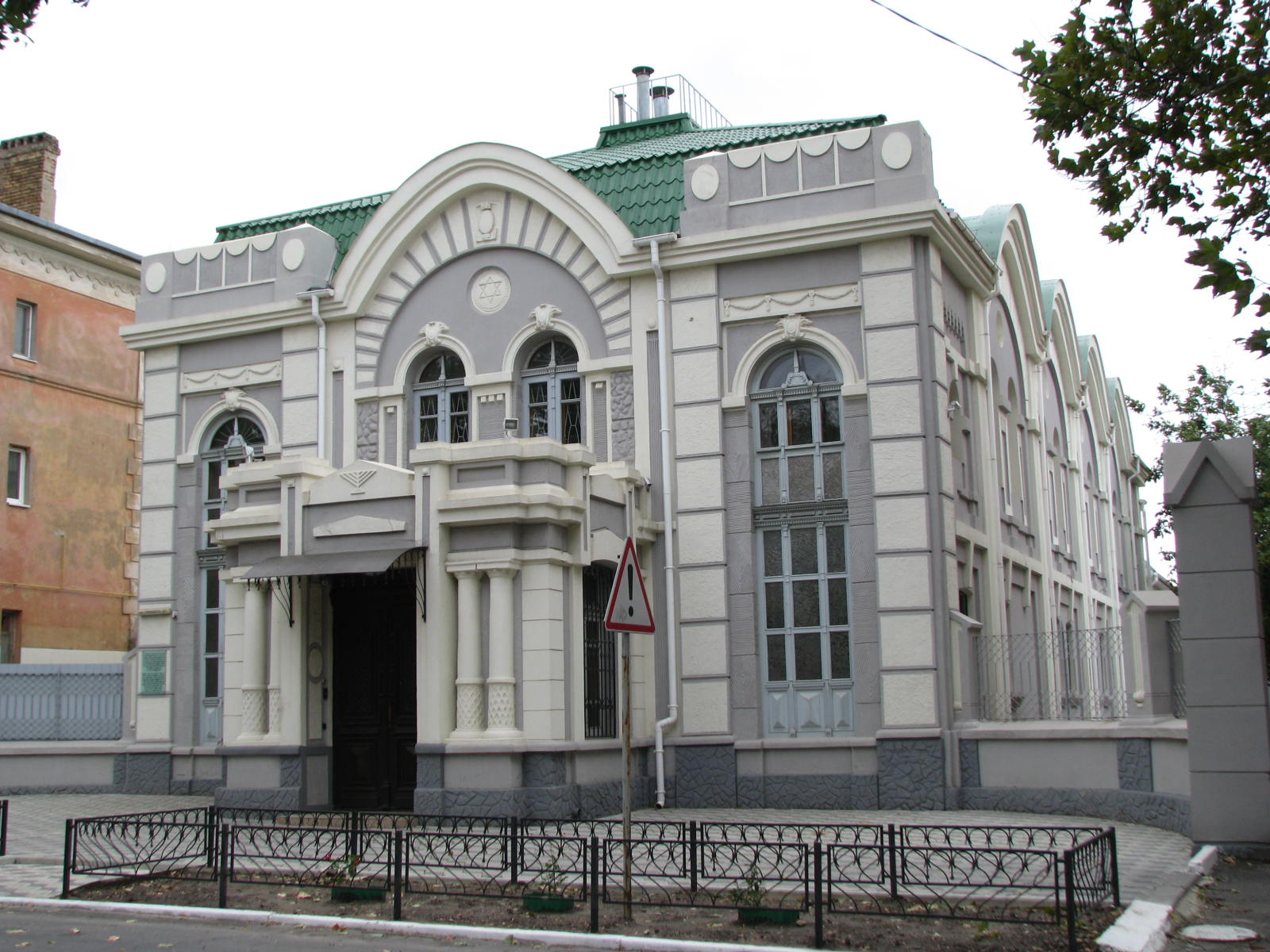
Синагога «Хабад» після реставрації фасаду

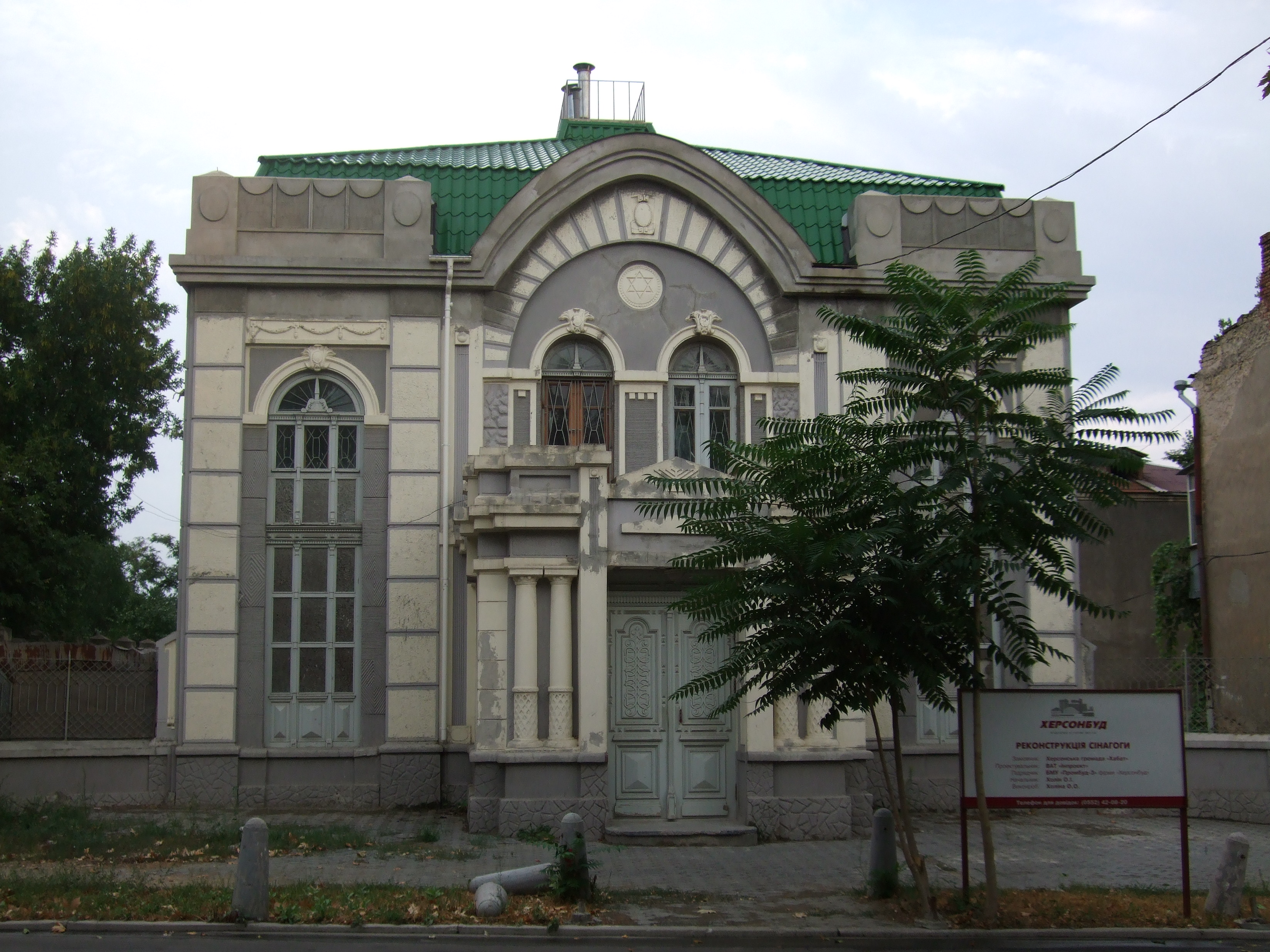
Синагога Хабад у стадії ремонту

Синагога «Хабад» (також «Хабад 1») — єдина діюча синагога Херсона по вул. Театральній (колишня Горького), 27 (1895—1899 г.).

## Історія
Синагога хасидів. Побудована у 1895 році у південній стороні колишньої вул. Вітовської (№ 21) між вул. Румянцівською та Воронцовською на місці старішої, позначеної на плані 1855 року. Відвідуваність на початку XX століття — 1500 чоловік.
До 1941 року синагога діяла як молитовний будинок єврейської громади. Під час окупації німцями будівля була спалена. Відновлена у 1947 році та переобладнана у 1952 році під гуртожиток для молодих працівників заводу ім. Петровського, а згодом — під витверезник. Наприкінці 1980-х було повернуто єврейській громаді та восени 1990 року синагога відновила свою діяльність. У 1999 році проведено капітальний ремонт. У 2003—2005 проведена повна внутрішня реконструкція з прибудовою нової частини будівлі з півдня. Пожертвування на реставраційні роботи йшли з Америки та Ізраїлю.

### Сучасність
У синагозі перебуває Херсонська юдейська релігійна громада «Хабад», діє обласний центр відродження єврейської культури та релігії.

## Галерея

Інтер'єр херсонської синагоги «Хабад»
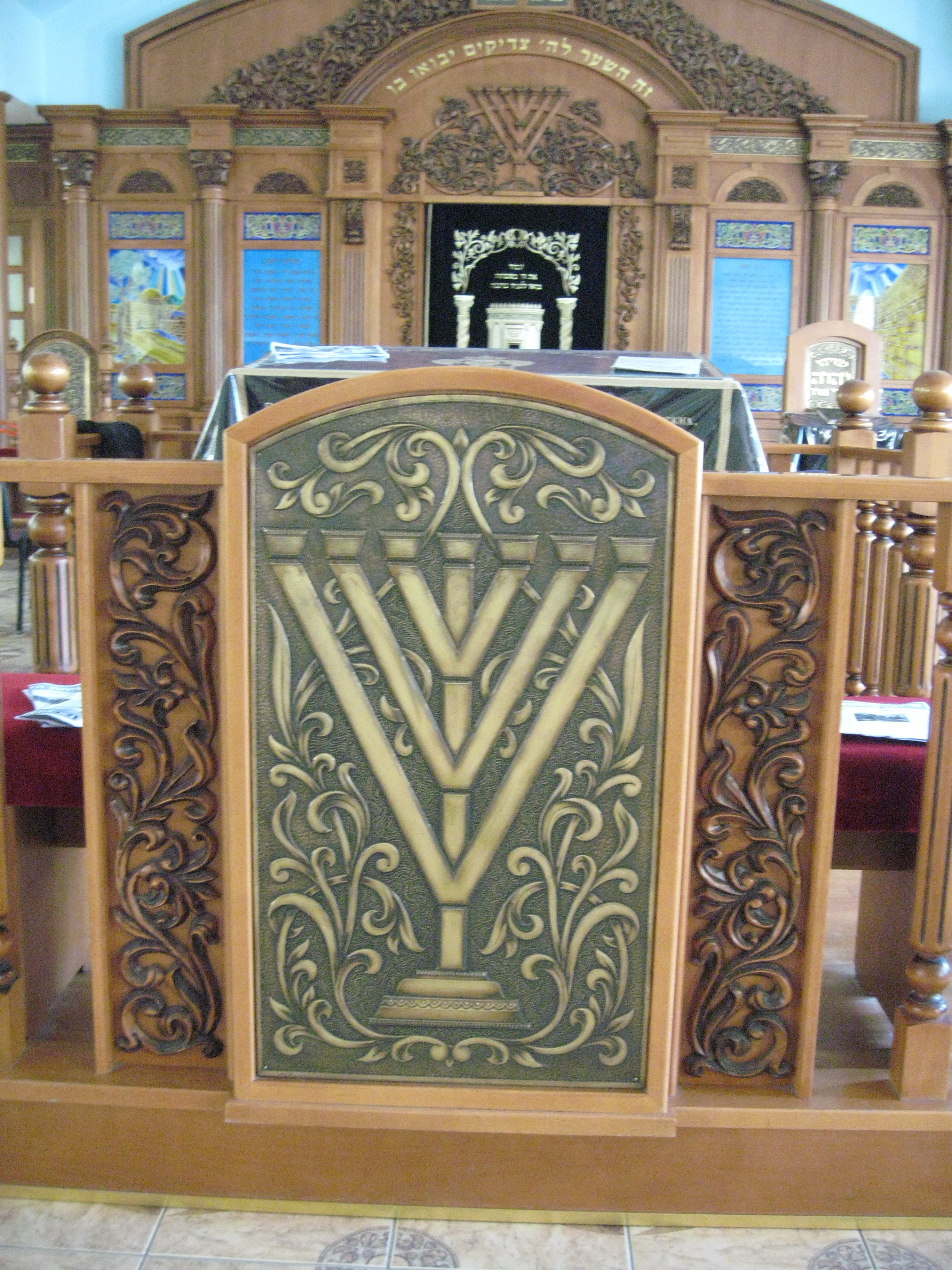
Біма — особливий стіл для читання Тори
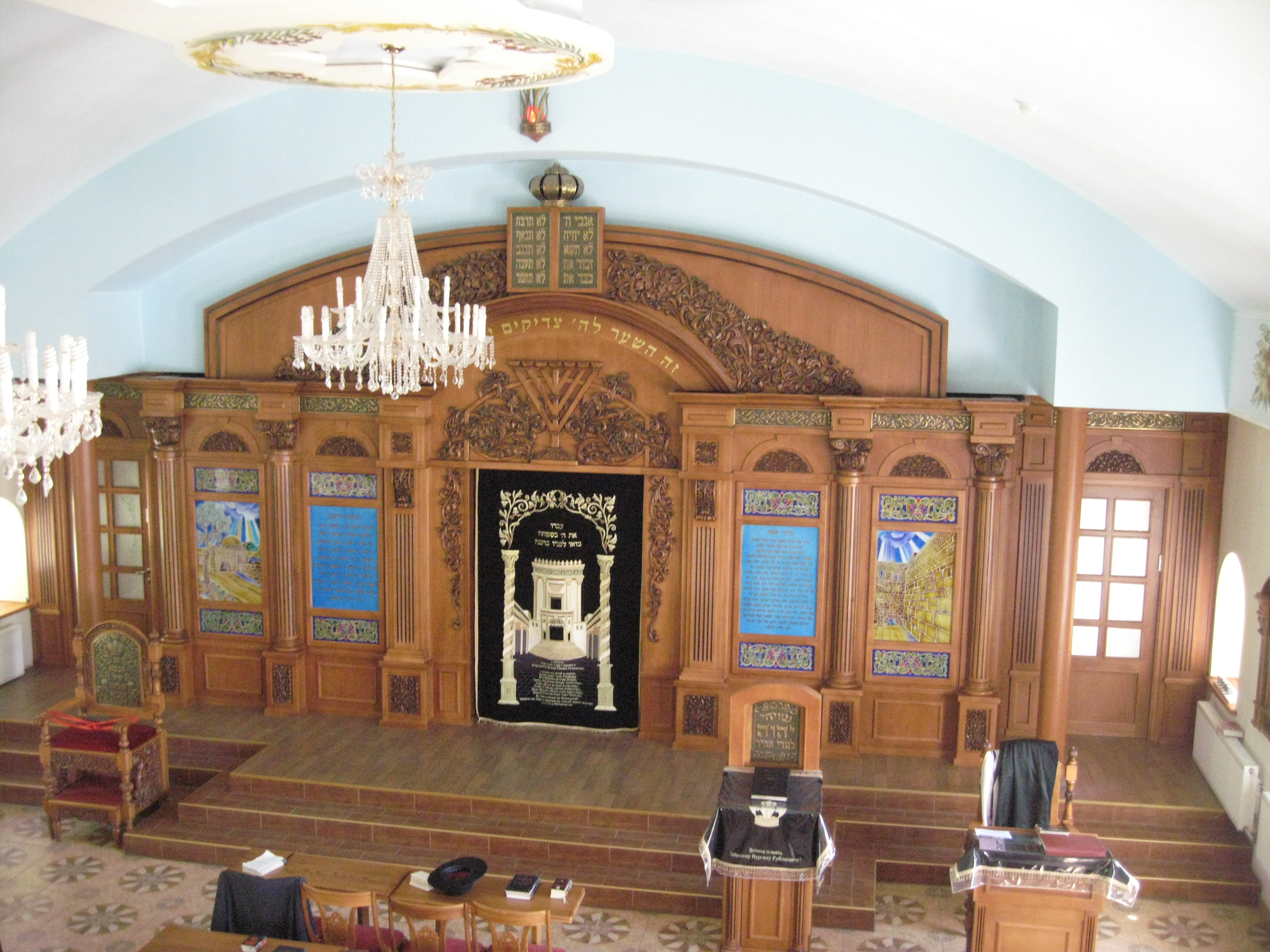
вид інтер'єру молитовного залу з балкону
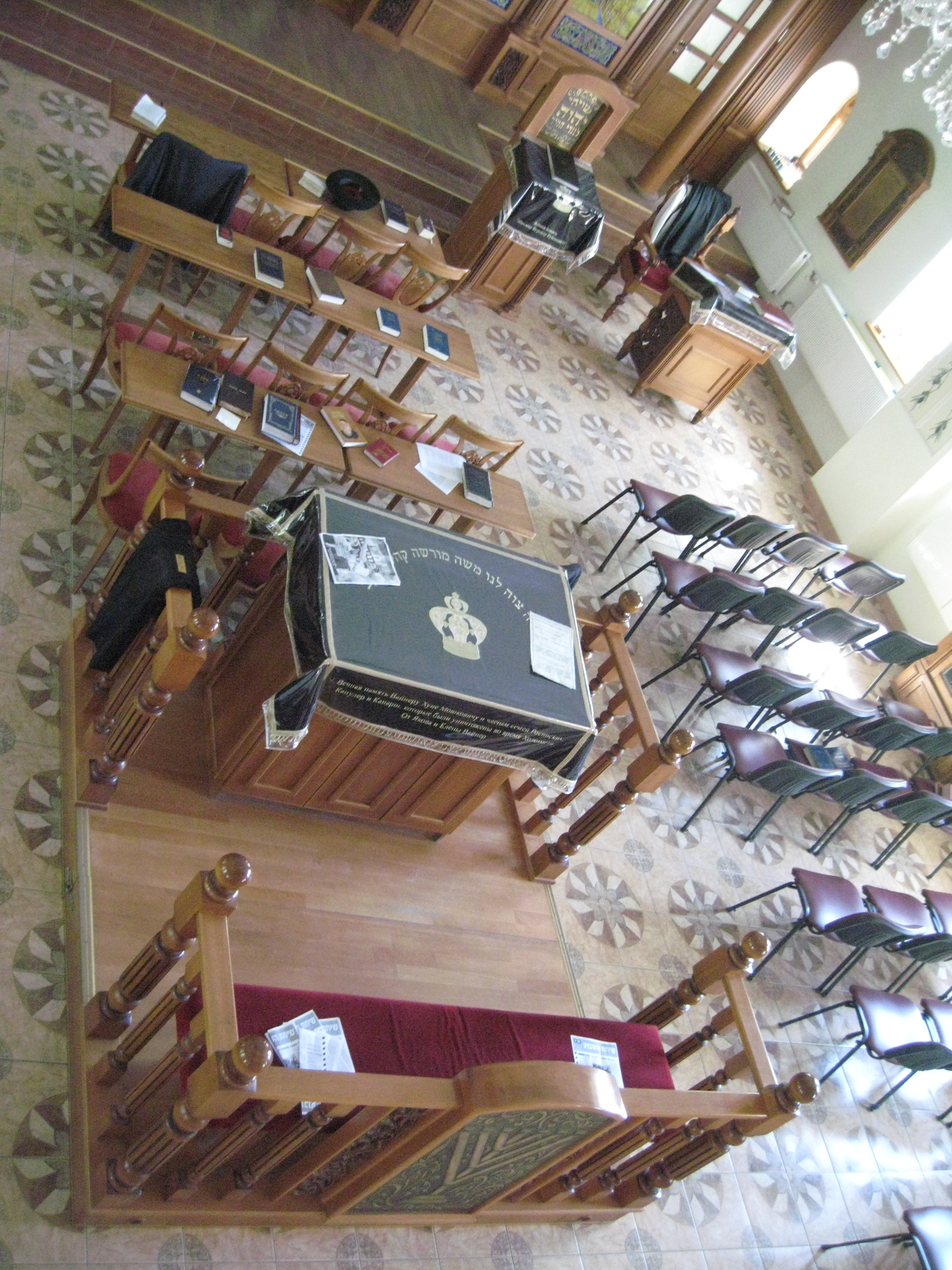
молитовна зала, кафедра для читання Тори — біма
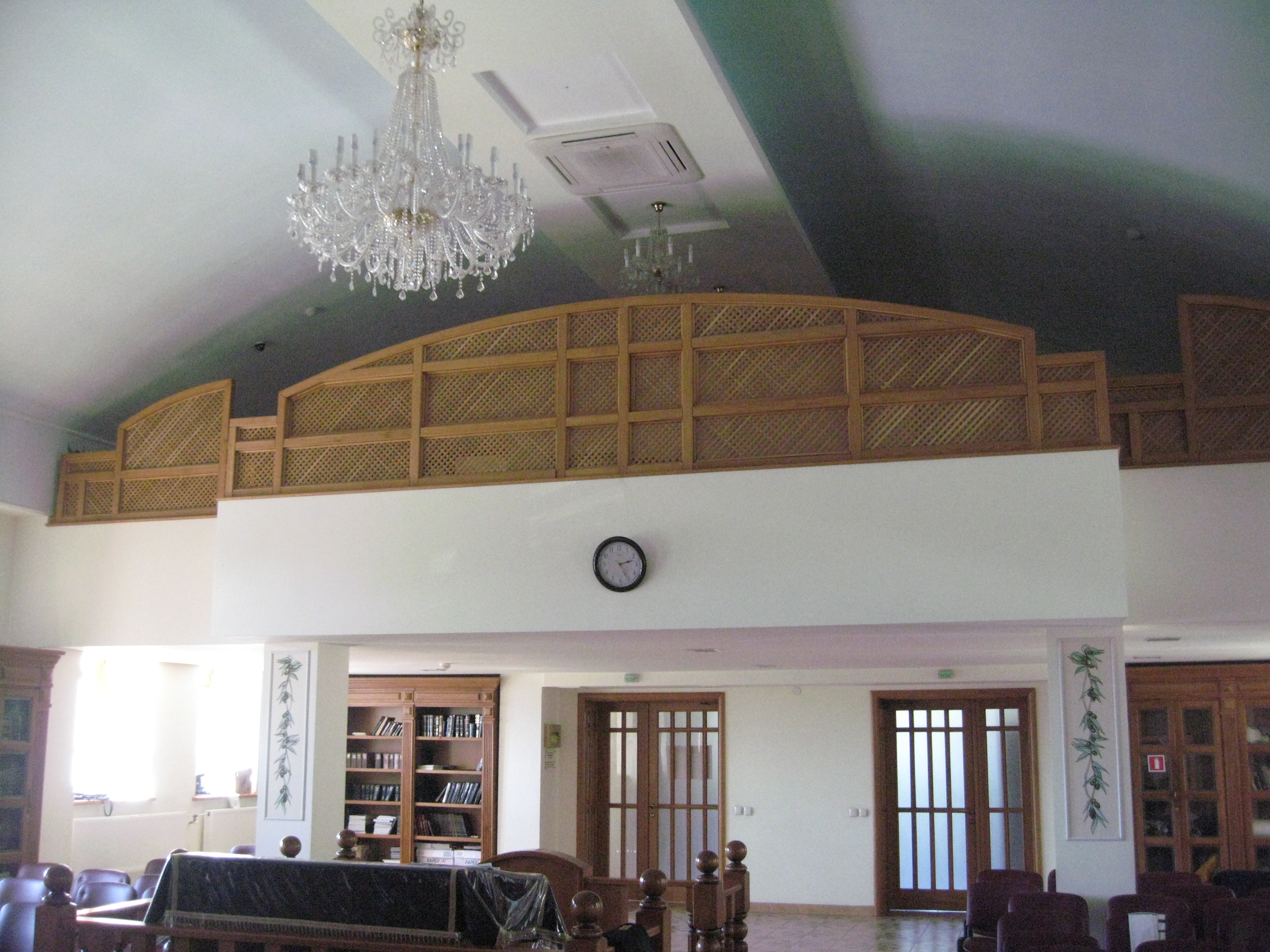
балкон — жіноча частина молитовного залу синагоги
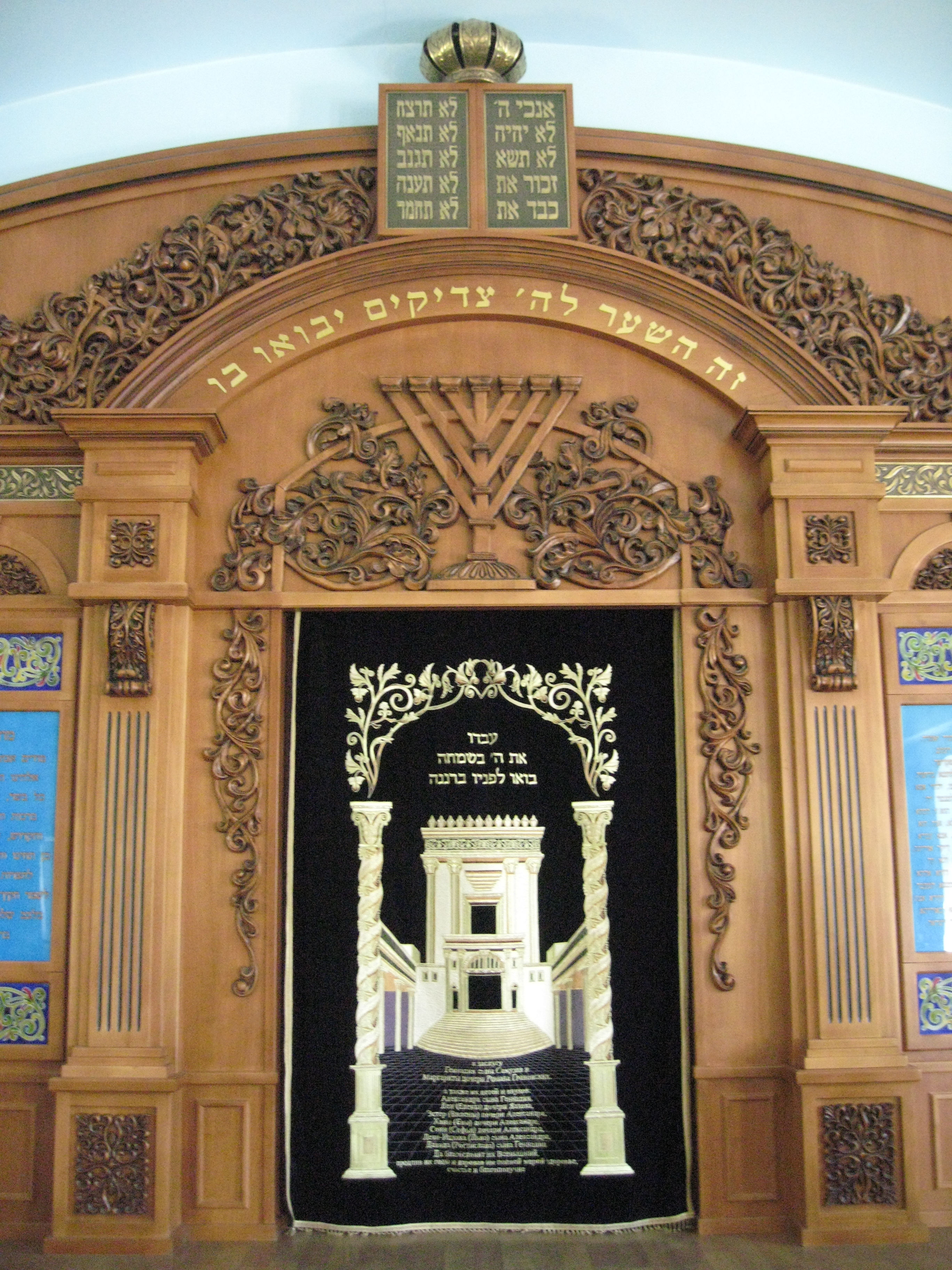
Арон Кодеш в синагозі «Хабад», Херсон

|                          |
| головний вхід в синагогу |

|                                             |
| прибудинковий стовп як архітектурний об'єкт |

|                      |
| боковий мур синагоги |